# Balinț
Balinț là một xã thuộc hạt Timiș, România. Dân số thời điểm năm 2002 là 1754 người.